# Phyciodes herlani
Phyciodes herlani är en fjärilsart som beskrevs av Bauer 1975. Phyciodes herlani ingår i släktet Phyciodes och familjen praktfjärilar. Inga underarter finns listade i Catalogue of Life.